# Mangaia (circonscription)
Inscrits : - (2006)
Mangaia est une ancienne circonscription électorale des îles Cook située sur l'île homonyme de Mangaia. Fondée par la constitution de 1964, cette circonscription représentait 2 des 22 sièges de l'Assemblée législative des îles Cook. En d'autres termes chaque électeur avait la possibilité de voter pour 2 des candidats en lice. 
Le redécoupage électoral de 1981 subdivisa Mangaia en trois nouvelles circonscriptions (Oneroa, Ivirua et Tamarua) en s'appuyant cette fois-ci sur le découpage traditionnel en districts (puna).